# Vladimir Beljakov
Vladimir Timofeevič Beljakov (in russo Владимир Тимофеевич Беляков?; 2 gennaio 1918 – Mosca, 21 maggio 1996) è stato un ginnasta sovietico, dal 1991 russo.

## Palmarès

### Olimpiadi
- 1 medaglia:
  - 1 oro (Helsinki 1952 nel concorso a squadre)